# Joyce Douthwright
Joyce Douthwright, coniugata Slipp (Moncton, 25 aprile 1950), è un'ex cestista canadese.

## Carriera
Con il Canada ha disputato i Giochi olimpici di Montréal 1976 e due edizioni dei Campionati mondiali (1971, 1975).